# WASP-6
WASP-6は、みずがめ座の方角に約600光年の距離にあるG型主系列星である。12等級の暗い星で、中型サイズのアマチュア用望遠鏡で見ることができる。太陽の80%程度の質量で、太陽よりも若干冷たい。
| 太陽 | WASP-6    |
| ---- | --------- |
| 太陽 | Exoplanet |

## 惑星系
2008年に、スーパーWASPプロジェクトによって太陽系外惑星WASP-6bが発見されたことが公表された。この惑星はトランジット法によって検出された。
| 名称 （恒星に近い順） | 質量           | 軌道長半径 （天文単位） | 公転周期 (日)         | 軌道離心率         | 軌道傾斜角  | 半径           |
| --------------------- | -------------- | ----------------------- | --------------------- | ------------------ | ----------- | -------------- |
| b (Boinayel)          | 0.485±0.027 MJ | 0.0414±0.0010           | 3.36100208±0.00000031 | 0.054+0.018 −0.015 | 88.38±0.31° | 1.230±0.035 RJ |

## 名称
2019年、世界中の全ての国または地域に1つの系外惑星系を命名する機会を提供する「IAU100 Name ExoWorldsプロジェクト」において、WASP-6 はドミニカ共和国に割り当てられる系外惑星系となった。このプロジェクトは、「国際天文学連合100周年事業」の一環として計画されたイベントの1つで、ドミニカ共和国内での選考、国際天文学連合 (IAU) への提案を経て太陽系外惑星とその主星に固有名が承認されるものであった。2019年12月17日、IAUから最終結果が公表され、WASP-6はMárohu、WASP-6bはBoinayelと命名された。いずれもカリブ海周辺の島々に居住しているタイノ族に伝わる神話に登場する神の名前にちなむもので、Márohuは太陽の守護神でもある干ばつの神、そしてBoinayelは土を肥やす雨の神の名前にちなんでいる。